# Landmark East

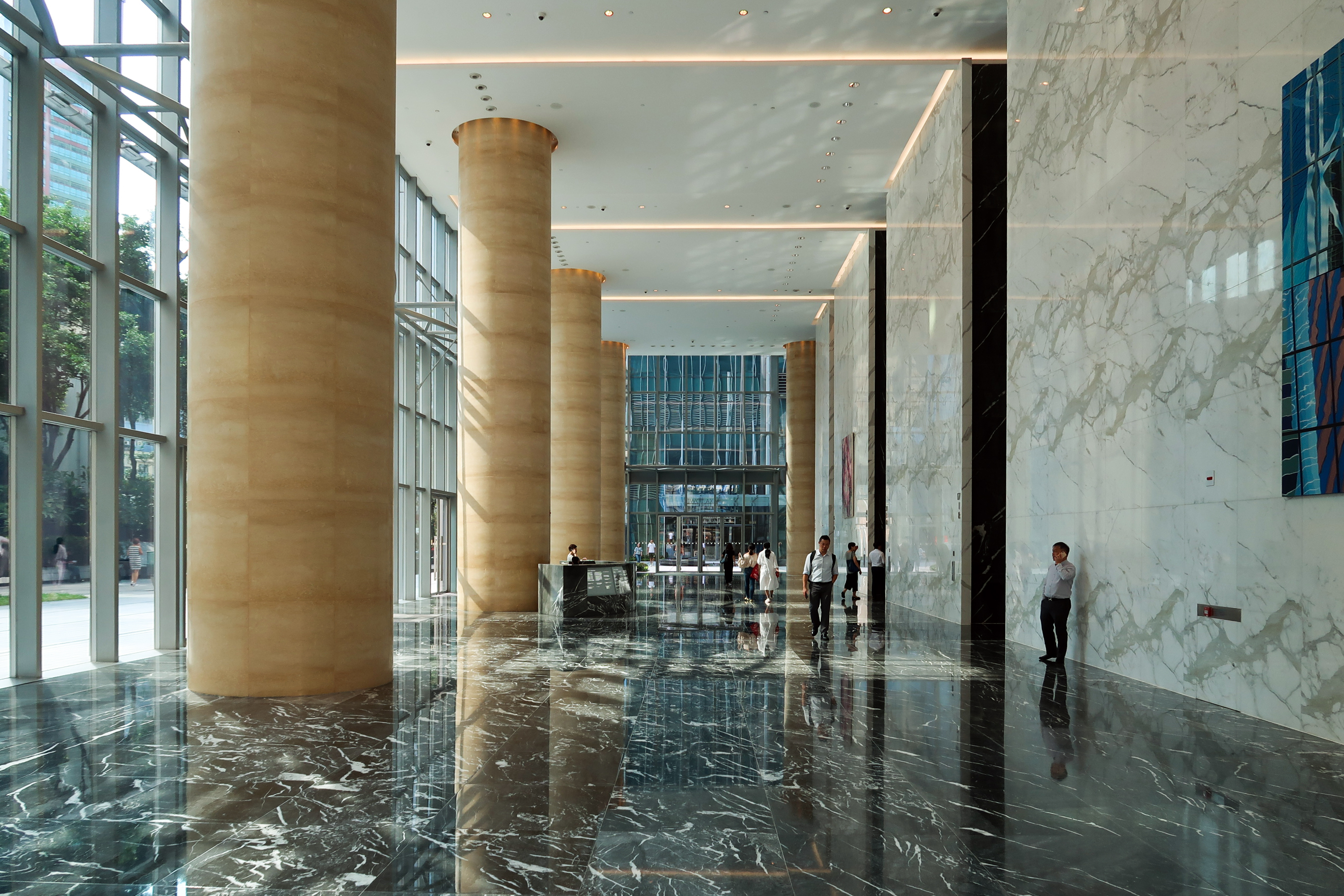
Landmark East安盛金融大樓大堂

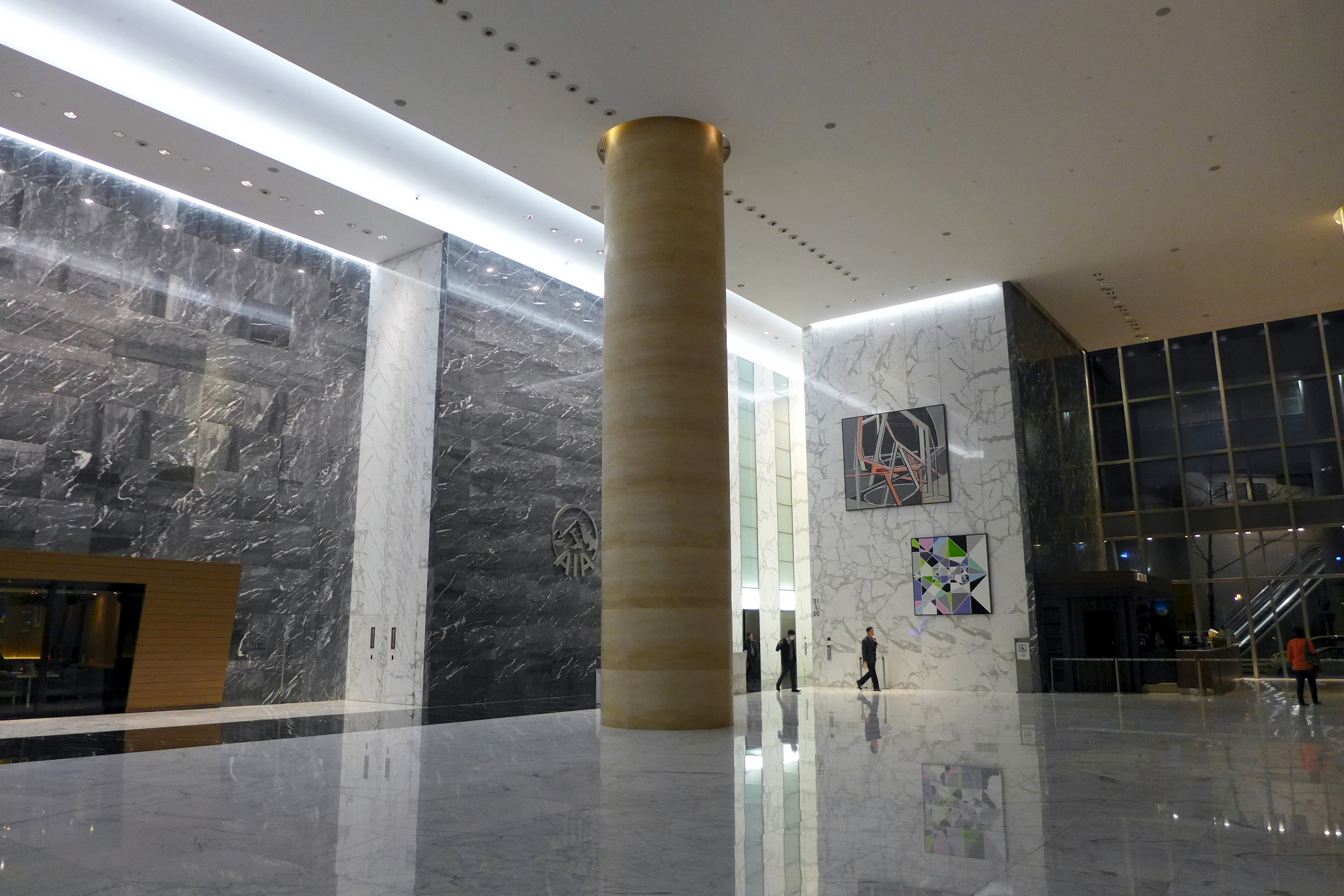
Landmark East友邦九龍大樓大堂

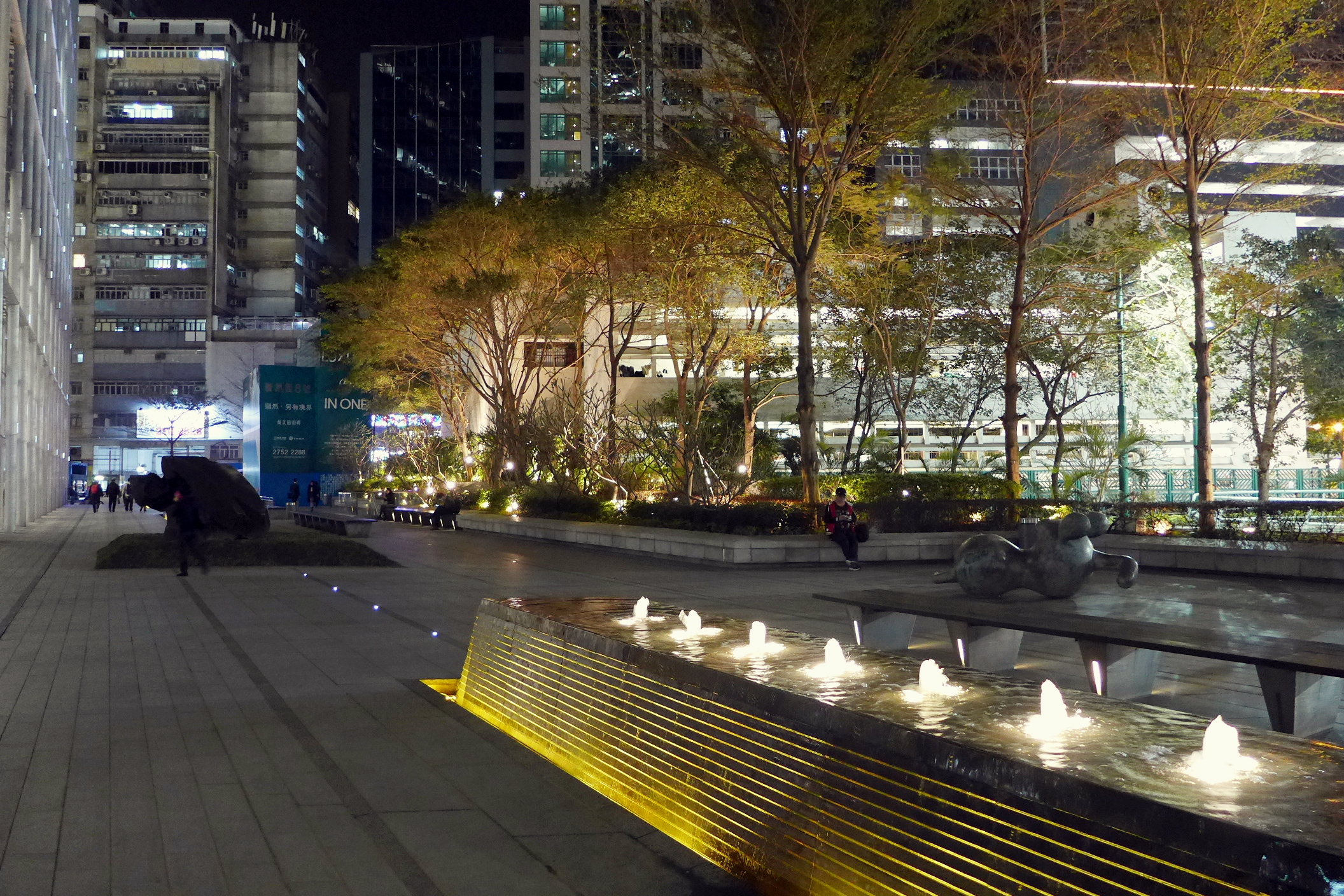
Landmark East戶外綠化園林空間

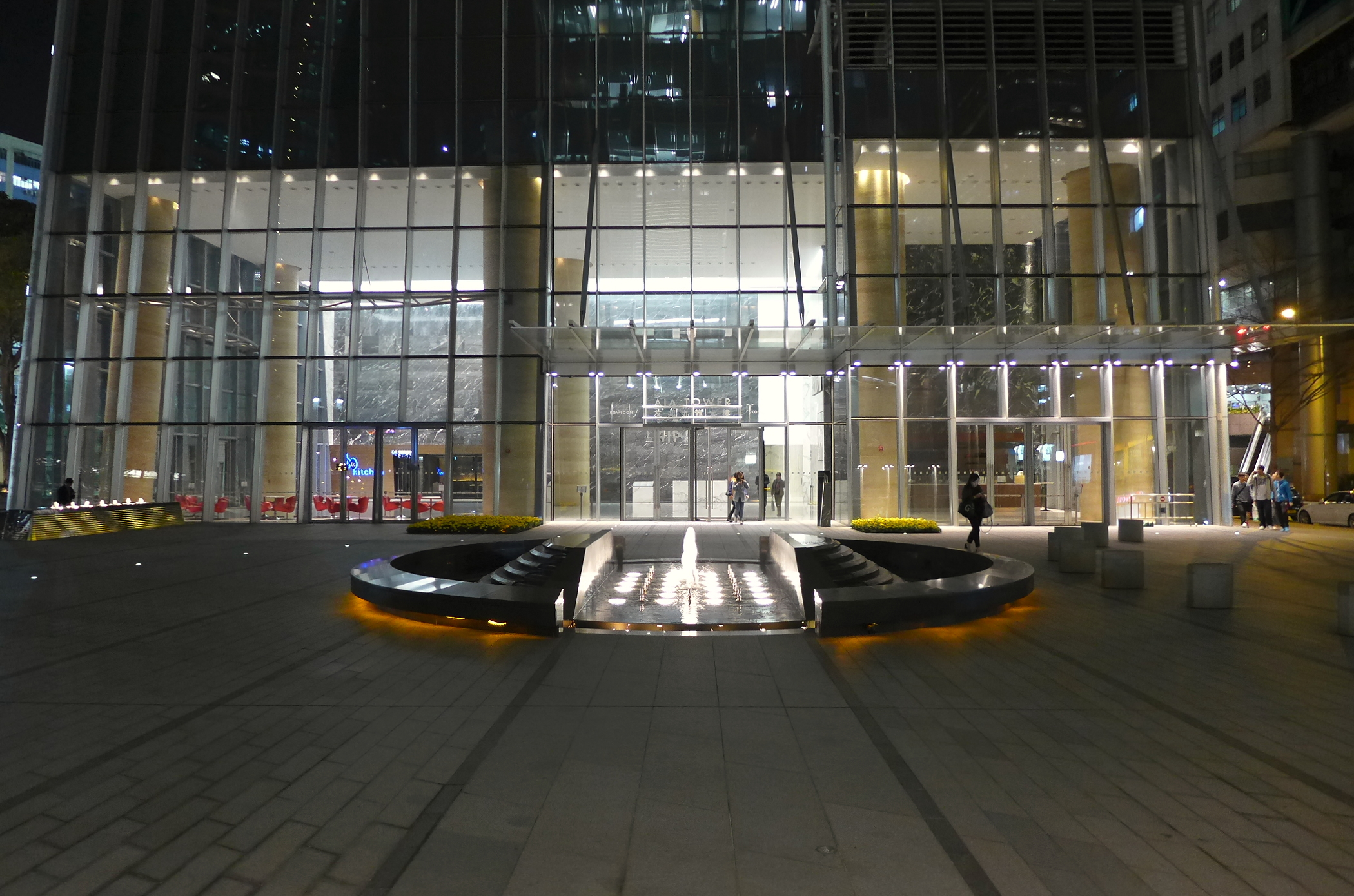
Landmark East上落客區

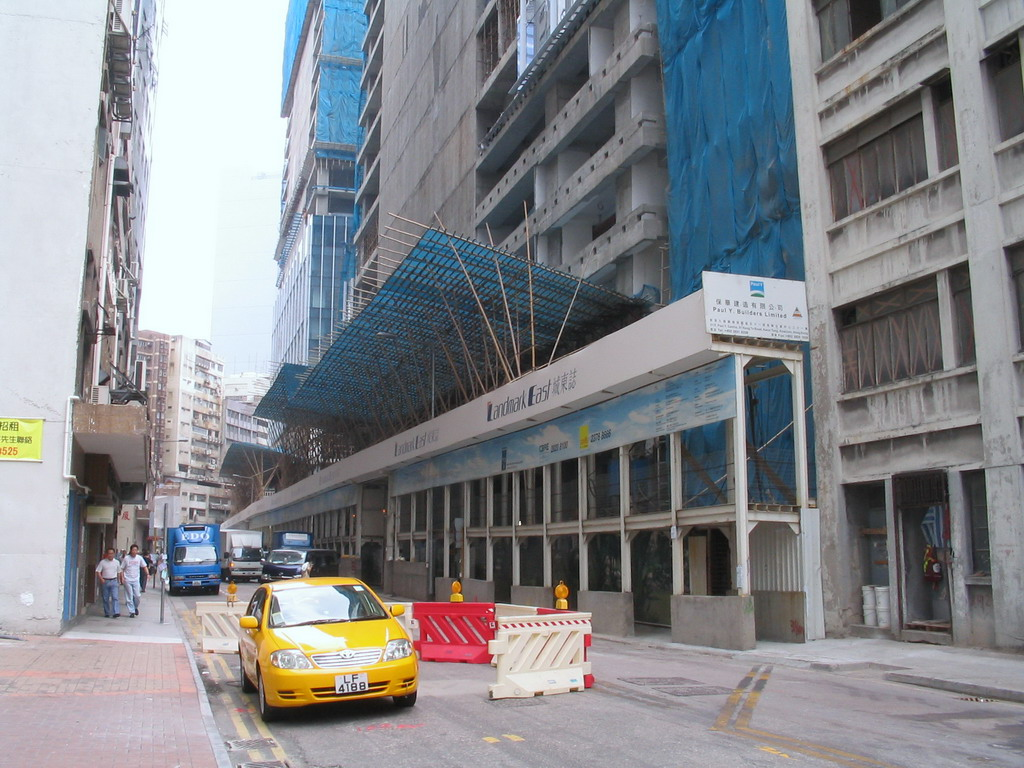
建築中的Landmark East（2007年）

Landmark East，是一個位於香港九龍東觀塘區觀塘商貿區巧明街100的寫字樓（辦公室）項目，由發展商永泰地產耗資70億港元興建及管理，於2008年7月落成。Landmark East的建築圖則於城規會加入高度限制前批出，落成後於該區「鶴立雞群」，地面更設有大廣場及行人道，其中3300呎，即超過九成四廣場面積，屬於公共空間，並必需24小時開放予公眾，當中包括「大鐵人」地標、噴水池、大廈四邊行人道及整個行人廣場。。

## 簡介
Landmark East建築面積133萬平方呎。由兩座分別為34及36層高的辦公大樓組成，每層建築面積介乎1.3萬至2.65萬平方呎。由世界知名建築公司 Arquitectonica 設計。
Landmark East地面設有3.5萬平方呎綠化園林及戶外空間，包括3300平方米公共空間（行人廣場），並公開記錄於地政總署「一九八零年或以後落成而須根據地契要求向公眾提供設施及／或休憩空間的私人發展項目」。該公共空間範圍包括巧明街噴水池至駿業街入口及鄰近地面、大鐵人地標及整段巧明街Landmark East鄰近地面，可由巧明街及駿業街的地面進入。

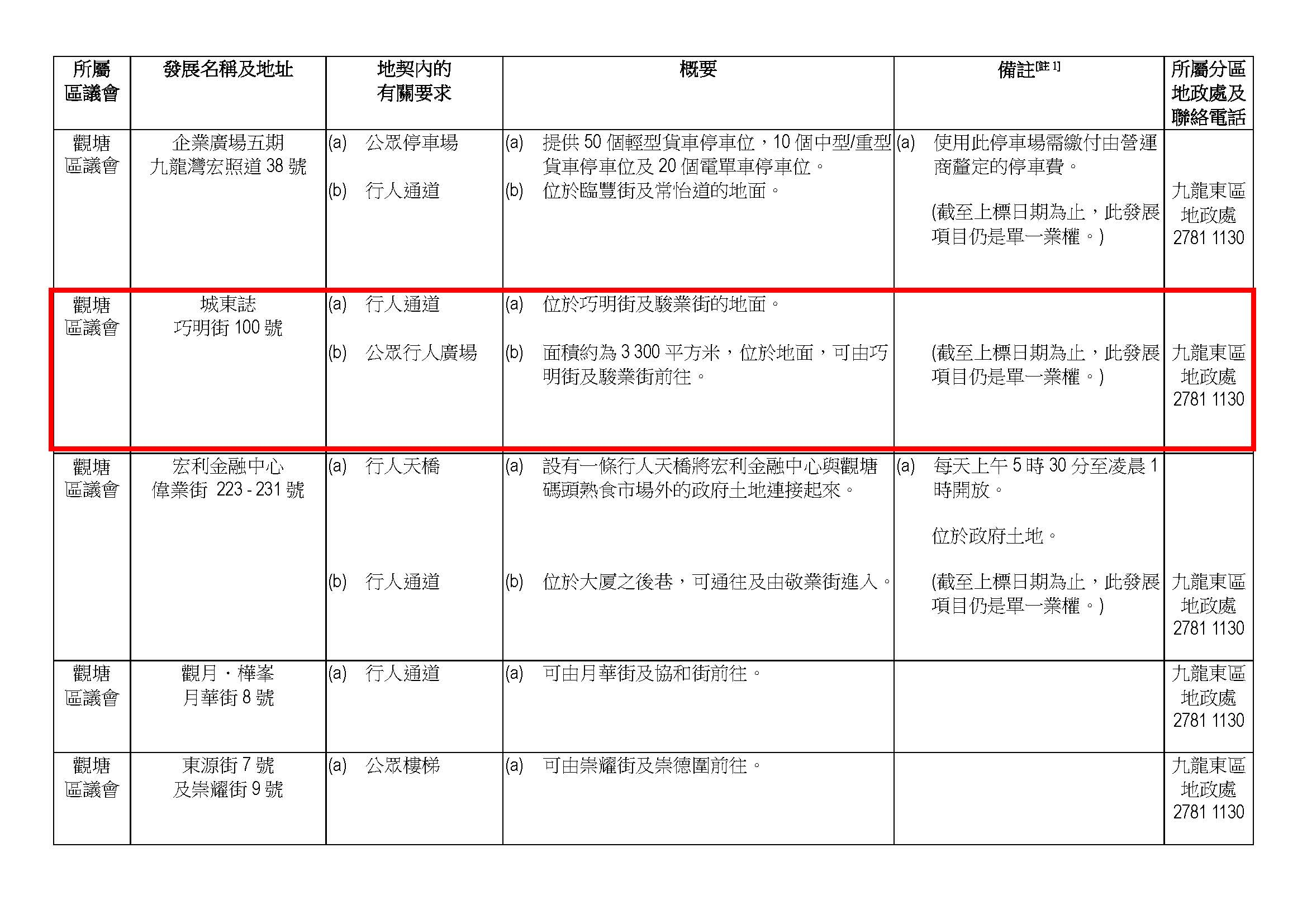
香港地政總署文件

## 租戶
發展商永泰地產於2008年洽租的租戶包括資訊科技，銀行，保險等行業。首間搬入Landmark East的租客，為美資製衣公司新馬製衣（Smart Shirts）。南聯地產旗下地產部門，亦於2009年2月，遷入Landmark East一座8樓，自用約14,000平方呎樓面。政府統計處於2009年亦承租Landmark East二座低層3層，合共約70,000平方呎樓面作為辦事處之用。現時大廈最大租戶為安盛集團（AXA），2011年8月18日正式冠名巧明街100號為「安盛金融大樓」（AXA Tower），而友邦保險（AIA）冠名巧明街102號為「友邦九龍大樓」（AIA Kowloon Tower）。
2009年9月16日，領展承租Landmark East一座高層兩層半約共40,000平方呎樓面作為辦事處，直至2019年7月遷往牛頭角海濱匯。
2010年4月，香港友邦保險落實承租Landmark East約11.7萬平方呎，共5層樓面面積作為辦事處。
2010年6月，安盛落實租用Landmark East約18萬平方呎樓面，月租約288萬元，涉及層數達13層，成為該廈最大租戶。
2011年9月，星辰表落實以月租約60萬元租用Landmark East兩座高層一個全層單位，面積約2萬方呎，呎租約30元，創出觀塘區內商廈呎租新高，亦直逼東九龍商廈最高呎租水平。
2015年1月，adidas落實以月租103.4萬元續租Landmark East2座18樓及1901室，面積逾3萬方呎，涉約1層半樓面較舊租加幅約28%。

### 交通
港鐵
- █  觀塘綫：觀塘站（步行約5分鐘）

大廈停車場設有454個車位。

## 租用商戶

### 第一座（安盛金融大樓）
- 43/F：阿思達克財經網
- 36/F-42/F：安盛金融有限公司
- 32/F-35/F
- 31/F：DSG International Sourcing Ltd
- 30/F：星瑪電梯（香港）有限公司
- 28/F：BeautyExchange.com 辦公室（2802室）
- 28/F：Mikli Asia Limited（2803-05室）
- 26/F-27/F：安盛金融有限公司
- 23/F：奧的亮照明國際有限公司（2302室）
- 22/F：Beckman Coulter Hong Kong Ltd, Radiometer Hong Kong Ltd
- 21/F：安盛金融有限公司
- 20/F：中信國際電訊(信息技術)有限公司
- 18/F：Syniverse Technologies
- 17/F：
- 16/F：Sanrio Hong Kong（三麗鷗）
- 13/F：通濟隆香港有限公司（1303-05室）
- 12/F-13/F：安盛金融有限公司
- 11/F：李漢權會計師事務所（1102室）、麗確攝影器材（香港）有限公司（1103-04室）、Schmidt & Co.,（Hong Kong）Limited（1105室）
- 10/F：Summit International Logistics Ltd（1004-05室）
- 9/F：衞生署醫療券事務科（901-4室）
- 8/F：萬科置業海外
- 5/F-7/F：晶苑國際集團

### 第二座（友邦九龍大樓）
- 43/F：Black & Veatch
- 42/F：
- 41/F：星辰表（香港）有限公司、香港蘇寧雲商（4102-06室）
- 40/F：Cytech Technology Limited
- 39/F：
- 38/F：
- 37/F：City Facilities Management（HKG）Limited
- 36/F：
- 35/F：香港蜆殼有限公司（Shell Hong Kong Limited）
- 33/F：陽獅、盛世廣告
- 32/F：盈透證券
- 31/F：Kinetix Systems Limited
- 30/F：
- 29/F：友邦保險
- 28/F：上海商業銀行
- 27/F：永泰地產
- 26/F：中国广视索福瑞媒介研究（2603室）
- 23/F-25/F：新馬製衣有限公司
- 22/F：西門子香港有限公司（Siemens Limited）
- 21/F：西門子香港有限公司（Siemens Limited）（2101-02室）
- 20/F：衞生署藥物辦公室藥物評審及進出口管制科（2002-05室）
- 19/F：友邦保險
- 18/F：香港電台
- 17/F : 友邦保險 - 成功家族
- 16/F：衞生署中醫藥規管辦公室
- 15/F：友邦保險
- 13/F：友邦保險 （包括客戶服務中心（1313室））
- 12/F：友邦保險
- 11/F：衞生署港口衞生署（1101室）
- 10/F：友邦保險 - 宇宙家族
- 9/F：TradeCard, Asia/Pacific Limited（903-04室）、衞生署中醫中藥發展委員會秘書處（905室）
- 6/F：陽獅、李奧貝納廣告、盛世廣告

## 獎項
獲得美國建築師學會香港分會頒發的「優秀建築設計獎」及美國註冊建築師協會(AIA)頒發的 設計獎項。

## 工業意外和事件
大廈在興建期間，曾經發生多宗工業意外和欠薪事件：
- 2007年7月17日下午2時50分，地盤內一部天秤吊運80個鐵架上樓施工時，惟半空中疑吊鈎突然鬆脫，其中20個共重逾600公斤鐵架墮下地面，一名33歲工人走避不及被鐵架當場壓死。[7]
- 2007年7月21日，地盤發生墮石屎意外，懷疑工人進行石屎灌漿時程序出錯，以致石屎落下，共有11部經過的車輛中招，其中兩部車輛的車尾玻璃損毀，沒有釀成傷人事故。
- 2008年7月5日，百多名負責城東誌玻璃幕牆安裝工程的工人，因不滿工程二判「帕馬斯」拖欠五、六月薪金合共200多萬元，於巧明街地盤抗議，向分判商追討欠薪。最後在勞工處協調下，資方願意給薪金給工人[8][9]

2023年4月25日傍晚6時許，警方接報一名73歲清潔男工在30樓清潔風櫃房期間，懷疑救生門曾被開啟而墮下至升降機槽底，消防派出高空拯救專隊到場用浮繩搜索，經1.5小時搜索後，在𨋢槽內找到該女工，當場證實死亡，警方將案件列工業意外。

## 外部連結
- Landmark East官方網站 （页面存档备份，存于）
- 仲量聯行: 觀塘Landmark East簡介
- Landmark East詳細資料 （页面存档备份，存于）